# Heteromysis riedli
Heteromysis riedli är en kräftdjursart som beskrevs av H. Wittmann 200. Heteromysis riedli ingår i släktet Heteromysis och familjen Mysidae. Inga underarter finns listade i Catalogue of Life.